# Boston-Marathon 1926
| 30. Boston-Marathon    | 30. Boston-Marathon        |
| ---------------------- | -------------------------- |
| Stadt                  | Boston, Vereinigte Staaten |
| Datum                  | 19. April 1926             |
| Distanz                | ~40 Kilometer              |
| Sieger                 |                            |
| Männer                 | Johnny Miles (2:25:40 h)   |
| ← Boston-Marathon 1925 | Boston-Marathon 1927 →     |
| Website                | Offizielle Website         |

Der Boston-Marathon 1926 war die 30. Ausgabe der jährlich stattfindenden Laufveranstaltung in Boston, Vereinigte Staaten. Der Marathon fand am 19. April 1926 statt. Die Laufdistanz betrug ungefähr 40 Kilometer.
Es gewann Johnny Miles in 2:25:40 h.

## Ergebnis
| Platz | Athlet                    | Land               | Zeit (h) |
| ----- | ------------------------- | ------------------ | -------- |
| 01    | Johnny Miles              | Kanada             | 2:25:40  |
| 02    | Albin Stenroos            | Finnland           | 2:29:40  |
| 03    | Clarence DeMar            | Vereinigte Staaten | 2:32:15  |
| 04    | Albert Michelsen          | Vereinigte Staaten | 2:34:03  |
| 05    | Henning Waldemar Carlsson | Schweden           | 2:40:35  |
| 06    | Yrjö Korholin-Koski       | Finnland           | 2:41:22  |
| 07    | Nestor Erickson           | Finnland           | 2:42:35  |
| 08    | William Kennedy           | Vereinigte Staaten | 2:44:01  |
| 09    | J. Foxcraft Carleton      | Vereinigte Staaten | 2:44:20  |
| 10    | Arthur Scholes            | Kanada             | 2:48:14  |